# Ecuación de Kelvin
La ecuación de Kelvin describe el cambio en la presión de vapor debido a una interfaz curva líquido-vapor, como la superficie de una gota. La presión de vapor en una superficie curva convexa es más alta que en una superficie plana. La ecuación de Kelvin depende de los principios termodinámicos y no alude a propiedades especiales de los materiales. También se utiliza para la determinación de la distribución del tamaño de los poros de un medio poroso utilizando porosimetría de adsorción. La ecuación lleva el nombre de William Thomson, también conocido como Lord Kelvin.

## Formulación
La ecuación de Kelvin se puede escribir en la forma
{\displaystyle \ln {\frac {p}{p_{\rm {sat}}}}={\frac {2\gamma V_{\text{m}}}{rRT}},}
donde {\displaystyle p} es la presión de vapor real, {\displaystyle p_{\rm {sat}}} es la presión de vapor saturada cuando la superficie es plana, {\displaystyle \gamma } es la tensión superficial líquido/vapor, {\displaystyle V_{\text{m}}} es el volumen molar del líquido, {\displaystyle R} es la constante universal de los gases, {\displaystyle r} es el radio de la gota, y {\displaystyle T} es la temperatura.
La presión de vapor de equilibrio depende del tamaño de la gota.
- Si la curvatura es convexa, {\displaystyle r} es positivo, entonces {\displaystyle p>p_{\rm {sat}}}
- Si la curvatura es cóncava, {\displaystyle r} es negativo, entonces {\displaystyle p<p_{\rm {sat}}}

Como {\displaystyle r} aumenta, {\displaystyle p} disminuye hacia {\displaystyle p_{sat}} y las gotitas crecen hasta convertirse en un líquido a granel.
Si ahora enfriamos el vapor, entonces {\displaystyle T} disminuye, pero también lo hace {\displaystyle p_{\rm {sat}}}. Esto significa {\displaystyle p/p_{\rm {sat}}} aumenta a medida que se enfría el líquido. Podemos tratar {\displaystyle \gamma } y {\displaystyle V_{\text{m}}} como aproximadamente fijo, lo que significa que el radio crítico {\displaystyle r} también debe disminuir. Cuanto más se sobreenfría un vapor, más pequeño se vuelve el radio crítico. En última instancia, se vuelve tan pequeño como unas pocas moléculas y el líquido experimenta una nucleación y un crecimiento homogéneos.

Un sistema que contiene un vapor y un líquido puros y homogéneos en equilibrio. En un experimento mental, se inserta un tubo no humectante en el líquido, lo que hace que el líquido del tubo se mueva hacia abajo. La presión de vapor por encima de la interfaz curva es entonces más alta que la de la interfaz plana. Esta imagen proporciona una base conceptual simple para la ecuación de Kelvin.

El cambio en la presión de vapor se puede atribuir a cambios en la presión de Laplace. Cuando la presión de Laplace aumenta en una gota, la gota tiende a evaporarse más fácilmente.
Al aplicar la ecuación de Kelvin, se deben distinguir dos casos: una gota de líquido en su propio vapor dará como resultado una superficie de líquido convexa, y una burbuja de vapor en un líquido dará como resultado una superficie de líquido cóncava.

## Historia
La forma de la ecuación de Kelvin aquí no es la forma en que apareció en el artículo de Lord Kelvin de 1871. La derivación de la forma que aparece en este artículo a partir de la ecuación original de Kelvin fue presentada por Robert von Helmholtz (hijo del físico alemán Hermann von Helmholtz) en su disertación de 1885. En 2020, los investigadores encontraron que la ecuación era precisa hasta la escala de 1 nm.

## Paradoja aparente
Una ecuación similar a la de Kelvin se puede derivar para la solubilidad de pequeñas partículas o gotitas en un líquido, mediante la conexión entre la presión de vapor y la solubilidad, por lo que la ecuación de Kelvin también se aplica a los sólidos, a los líquidos poco solubles y sus soluciones, si la presión parcial {\displaystyle p} se reemplaza por la solubilidad del sólido (o un segundo líquido) en el radio dado, {\displaystyle r}, y {\displaystyle p_{0}} por la solubilidad en una superficie plana. Por tanto, las partículas pequeñas (como las gotitas) son más solubles que las más grandes.
Estos resultados llevaron al problema de cómo pueden surgir nuevas fases de las antiguas. Por ejemplo, si un recipiente lleno de vapor de agua ligeramente por debajo de la presión de saturación se enfría repentinamente, quizás por expansión adiabática, como en una cámara de niebla, el vapor puede sobresaturarse con respecto al agua líquida. Entonces se encuentra en un estado metaestable y podemos esperar que se produzca la condensación. Un modelo molecular razonable de condensación parecería ser que dos o tres moléculas de vapor de agua se unen para formar una pequeña gota, y que este núcleo de condensación luego crece por acreción, a medida que lo golpean moléculas de vapor adicionales. La ecuación de Kelvin, sin embargo, indica que una pequeña gota como este núcleo, que tiene solo unos pocos ångströms de diámetro, tendría una presión de vapor muchas veces mayor que la del líquido a granel. En lo que respecta a los núcleos diminutos, el vapor no estaría sobresaturado en absoluto. Dichos núcleos deberían volver a evaporarse inmediatamente y la aparición de una nueva fase a la presión de equilibrio, o incluso moderadamente por encima de ella, debería ser imposible. Por tanto, la sobresaturación debe ser varias veces mayor que el valor de saturación normal para que se produzca la nucleación espontánea.
Hay dos formas de resolver esta paradoja. En primer lugar, conocemos la base estadística de la segunda ley de la termodinámica. En cualquier sistema en equilibrio, siempre hay fluctuaciones alrededor de la condición de equilibrio, y si el sistema contiene pocas moléculas, estas fluctuaciones pueden ser relativamente grandes. Siempre existe la posibilidad de que una fluctuación adecuada conduzca a la formación de un núcleo de una nueva fase, aunque el núcleo diminuto podría denominarse termodinámicamente inestable. La posibilidad de una fluctuación es e−ΔS/k, donde ΔS es la desviación de la entropía del valor de equilibrio.
Sin embargo, es poco probable que surjan a menudo nuevas fases por este mecanismo de fluctuación y la nucleación espontánea resultante. Los cálculos muestran que la probabilidad, e−ΔS/k, suele ser demasiado pequeña. Es más probable que las diminutas partículas de polvo actúen como núcleos en vapores o soluciones sobresaturados. En la cámara de niebla, son los grupos de iones causados por una partícula de alta energía que actúa como centros de nucleación. En realidad, los vapores parecen ser mucho menos delicados que las soluciones sobre el tipo de núcleos necesarios. Esto se debe a que un líquido se condensará en casi cualquier superficie, pero la cristalización requiere la presencia de caras de cristal del tipo adecuado.

## Otras lecturas
- Sir William Thomson (1871) "Sobre el equilibrio de vapor en una superficie curva de líquido", Philosophical Magazine, serie 4, 42 (282): 448–452.
- WJ Moore, Physical Chemistry, 4ª ed., Prentice Hall, Englewood Cliffs, Nueva Jersey, (1962) p. 734–736.
- SJ Gregg y KSW Sing, Adsorption, Surface Area and Porosity, 2ª edición, Academic Press, Nueva York, (1982) p. 121.
- Arthur W. Adamson y Alice P. Gast, Química física de superficies, 6ª edición, Wiley-Blackwell (1997) p. 54.
- Butt, Hans-Jürgen, Karlheinz Graf y Michael Kappl. "La ecuación de Kelvin". Física y Química de Interfaces. Weinheim: Wiley-VCH, 2006. 16-19. Impresión.
- Anton A. Valeev, "Ecuación de Kelvin simple aplicable en la vecindad del punto crítico", European Journal of Natural History, (2014), Número 5, p. 13-14.

- Datos: Q900598